# Kvinkus
Quincunx /ˈkwɪn.kʌŋks/ ali kvinkus je geometrijski vzorec, sestavljen iz petih točk, razporejenih v križ, pri čemer štiri od njih tvorijo kvadrat ali pravokotnik, peta je v središču. Oblikuje razporeditev petih enot v vzorcu, ki ustreza petim točkam na šeststranih kockah, igralnih kartah in dominah. V Unicodeu je predstavljen U+2059 ⁙ FIVE DOT PUNCTUATION ali (za kocko) U+2684 ⚄ DIE FACE-5.

## Zgodovinski izvor imena
Quincunx je bil prvotno kovanec, ki ga je izdala Rimska republika okoli 211–200 pr. n. št., katerega vrednost je bila pet dvanajstin (quinque in uncia) rimskega standardnega bronastega kovanca. Na rimskih quincunx kovancih je bila vrednost včasih označena z vzorcem petih pik ali kroglic. Vendar te pike niso bile vedno razporejene po vzoru kvinkus.

## Primeri
Quincunx vzorci se pojavljajo v mnogih primerih:
- V heraldiki so skupine petih elementov pogosto razporejene v kvinkuški vzorec, ki se v heraldični terminologiji imenuje Andrejev križ (saltire). Na zastavi Salomonovih otokov je prikazan ta vzorec s petimi zvezdami, ki predstavljajo pet glavnih otoških skupin. Še en primer tega vzorca se je zgodil na zastavi Republike Jucatán iz 19. stoletja, kjer je označeval pet departmajev, na katere je bila republika razdeljena.
- Kvinkus je standardni vzorec za zasaditev sadovnjaka.
- Kvinkus se v sodobni računalniški grafiki uporabljajo kot vzorec za večvzorčno izravnavo. Quincunx antialiasing vzorči prizore na vogalih in središčih vsake slikovne pike. Teh pet vzorčnih točk v obliki kvinkusa združi za izdelavo vsake prikazane slikovne pike. Vendar se vzorci na vogalnih točkah delijo s sosednjimi piksli, zato je potrebno število vzorcev le dvakrat večje od števila prikazanih pikslov.[2]
- V numerični analizi vzorec kvinkus opisuje dvodimenzionalno pettočkovno šablono, vzorčni vzorec, ki se uporablja za izpeljavo končnih približnih približkov izpeljank.[3]
- V arhitekturi je kvinkunalni načrt (quincuncial plan), opredeljen tudi kot grški križ za tloris zgradbe, sestavljene iz devetih obočnih pol. Osrednja in štiri kotne so pokrite s kupolami ali križnimi oboki, tako da vzorec teh kupol tvori kvinkus; preostale štiri pole so zaključene z banjastimi oboki.[4] V kmerski arhitekturi so stolpi templja, kot je Angkor Wat, včasih razporejeni v kvinkusu, da predstavljajo pet vrhov gore Meru.[5]
- Kvinkus je eden najpomembnejših modelov talne obloge v kozmatski tehniki.[6]
- Kvinkuški zemljevid je konformna kartografska projekcija, ki preslika polove krogle na sredino in štiri vogale kvadrata in tako tvori kvinkus.
- Točke na vsaki ploskvi enote celice obrazno centrirane kubične rešetke tvorijo kvinkus.
- Kvinkus kot v tetoviranju je znan kot tatu s petimi pikami. Različno so ga razlagali kot simbol plodnosti[7], opomin na pregovore o ravnanju z ženskami ali policijo, simbol za prepoznavanje med Romi[8],  skupino tesnih prijateljev[9], ki stoji sam na svetu [10] ali čas, preživet v zaporu (zunanje štiri pike predstavljajo obzidje, notranja pa zapornika).[11] Thomas Edison, katerega številni izumi so vključevali električno pero, ki je kasneje postalo osnova za tetoviranje, ki ga je ustvaril Samuel O'Reilly, je imel ta vzorec tetoviran na podlakti.[12]
- Prvi dve stopnji lunine rakete Saturn V sta imeli motorje v obliki kvinkusa.[13]
- Basebalski diamant tvori kvinkus s štirimi bazami in kupom metalca.[14]
- Zgodnji afroameriški znanstvenik Benjamin Banneker opisuje sanje, v katerih ga prosijo, da izmeri obliko duše po smrti. Odgovor je "kvinkus". Raziskave locirajo njegove prednike v Senegalu, kjer je kvinkus pogost verski simbol.[15]

## Literarna simbolika
Različna literarna dela za simbolno vrednost uporabljajo vzorec kvinkus ali se nanj sklicujejo:
- Angleški zdravnik sir Thomas Browne v svojem filozofskem diskurzu The Garden of Cyrus (1658) podrobno opisuje dokaze o vzoru kvinkuna v umetnosti, naravi in mistično kot dokaz 'božje modrosti'. Čeprav je Browne pisal o kvinkusu v njegovem geometrijskem pomenu, je nanj morda vplivala angleška astrologija, saj je astronom Kepler leta 1604 uvedel astrološki pomen quincunx (ki ni povezan z vzorcem).
- James Joyce uporablja izraz v Grace, kratki zgodbi v The Dubliners iz leta 1914, da opiše razporeditev sedežev petih mož v cerkveni službi. Lobner trdi, da je v tem kontekstu vzorec simbol tako Kristusovih ran kot grškega križa.[16]
- Roman Lawrencea Durrella Avignonski kvintet je po avtorjevih besedah razporejen v obliki kvinkusa; zadnji roman v zaporedju se imenuje Quinx, katerega zaplet vključuje odkritje kvinkus kamna.[17]
- Quincunx (ISBN 0-345-37113-5) je naslov obsežnega in romana Charlesa Palliserja iz Anglije iz 19. stoletja, objavljenega leta 1989; vzorec se v besedilu pojavi kot heraldična naprava in se odraža tudi v strukturi knjige.[18]
- Pripovedovalec W. G. Sebalda v prvem poglavju The Rings of Saturn navaja Brownovo pisanje o kvinkusu. Kvinkus pa postane vzor za način, na katerega se odvija preostali del romana.[19]

• Séamus Heaney opisuje irske zgodovinske province, da skupaj tvorijo kvinkus, kot se razlaga tudi irska beseda za provinco cúige (dobesedno: 'peti del'). Pet irskih provinc so bile Ulster (sever), Leinster (vzhod), Connacht (zahod), Munster (jug) in Meath (središče in zdaj okrožje znotraj Leinsterja). Natančneje, v svojem eseju Frontiers of Writing Heaney ustvari podobo petih stolpov, ki na Irskem tvorijo kvinkuški vzorec, po en stolp za vsako od petih provinc, od katerih ima vsak literarni pomen.